# روجر زيلاسني
روجر زيلاسني (بالإنجليزية: Roger Zelazny)‏ (1 يناير 1937، كليفلاند في الولايات المتحدة - 14 يونيو 1995، سانتا فيه في الولايات المتحدة) روائي أمريكي، حاصل على جائزة هوغو لأفضل رواية عن «هذا الخالد» في العام 1966 وجائزة هوغو لأفضل أقصوصة طويلة عن «تغيير يونيكورن» في العام 1982.

## سيرة حياته
ولد روجر جوزيف زيلاسني في يوكليد بولاية أوهايو، وهو الطفل الوحيد للمهاجر البولندي جوزيف فرانك زيلاسني والأمريكية من أصل إيرلندي جوزفين فلورا سويت. استلم روجر عندما كان في المدرسة الثانوية منصب رئيس تحرير صحيفة المدرسة وانضم إلى نادي الكتابة الإبداعية. في خريف عام 1955، التحق بجامعة ويسترن ريزيرف وتخرج منها بدرجة البكالوريوس في اللغة الإنجليزية عام 1959. قُبل في جامعة كولومبيا في نيويورك وتخصص في الدراما الإليزابيثية واليعقوبية، وتخرج منها بدرجة ماجستير في عام 1962. كانت أطروحة الماجستير الخاصة به بعنوان تقاليد وسيريل تورنور: دراسة مبادئ الأخلاق واصطلاحات الكوميديا الفكاهية.
عمل بين عاميّ 1962 و1969، في إدارة الضمان الاجتماعي الأمريكية في كليفلاند بولاية أوهايو ثم في بالتيمور بولاية ماريلاند وكان يقضي أمسياته في كتابة الخيال العلمي. وفي 1 مايو من عام 1969، استقال ليصبح كاتبًا بدوام كامل، وركز بعد ذلك على كتابة الروايات من أجل الحفاظ على دخله. خلال هذه الفترة، كان عضوًا نشطًا في جمعية بالتيمور للخيال العلمي، التي ضمت كتّابًا آخرين، مثل: جاك تشالكر وجو وجاك هالدمان من بين آخرين.

## حياته الشخصية
تزوج زيلاسني مرتين، زوجته الأولى هي شارون ستيبرل في عام 1964، والثانية هي جوديث ألين كالاهان في عام 1966. وقبل ذلك كان مخطوبًا للمغنية الشعبية هيدي ويست لمدة ستة أشهر من عام 1961 إلى عام 1962. كان لروجر وجوديث ولدان، ديفين وترنت (مؤلف رواية الجريمة) وابنة تُدعى شانون. قبيل وفاته، انفصل روجر عن زوجته جوديث وعاش مع الكاتبة جين ليندسكولد.
تربّى زيلاسني ككاثوليكي، لكنه أعلن نفسه في وقت لاحق كاثوليكيًا مرتدًا وبقي على هذا النحو لبقية حياته. قال زيلاسني: «لدي خلفية كاثوليكية قوية، لكنني لست كاثوليكيًا. أعتقد أنني أجبت بالإيجاب مرة واحدة لأسباب غريبة ومعقدة في الماضي. لكنني لست عضوًا بعد الآن في أي دين منظم».

## المواضيع المميزة
صوّر روجر زيلاسني شخصيات أسطورية في قصصه التي كانت تدور أحداثها في العالم الحديث أو العالم المستقبلي. يبدو أن الحوار الدقيق والمبسط الذي استخدمه قد تأثر إلى حد ما بأسلوب مؤلفي الجرائم، مثل: ريموند تشاندلر أو داشييل هاميت. كان التوتر بين القديم والحديث، السريالي والمألوف هو الدافع لمعظم أعماله.
كانت فكرة الخلود أو الأشخاص الذين أصبحوا آلهة (وكذلك الآلهة التي تحولت إلى بشر) من أكثر الأفكار تكرارًا في أعمال زيلاسني. فيما يلي بعض الأساطير التي استخدمها في رواياته:
- الأساطير الصينية في رواية «اللورد الشيطان» (مع جين ليندسكولد).
- الأساطير المسيحية في القصة القصيرة وردة لسِفْر الجامعة.
- الأساطير المصرية في رواية مخلوقات النور والظلام.
- الأساطير الإغريقية، في رواية هذا خالد.
- الأساطير الهندوسية، في رواية لورد النور.
- أساطير نافاجو، في رواية عين القطة.
- الأساطير الإسكندنافية، في رواية قناع لوكي.
- أساطير الملك آرثر والأساطير الإسكندنافية في رواية سيد الحلم.

تظهر أيضًا عناصر من الأساطير الإسكندنافية واليابانية والإيرلندية بالإضافة إلى العديد من الإشارات إلى التاريخ الحقيقي في كتابه الرائع، سجلات العنبر.
وبغض النظر عن عمله مع الموضوعات الأسطورية، فإن أكثر الشخصيات المتكررة في رواياته هي شخصية «الأب الغائب» (أو شخصية الأب). وهذا واضح بشكل خاص في سلسلة رواية سجلات العنبر: في السلسلة الأولى، يبحث بطل الرواية كوروين عن والده المفقود الشبيه بالإله أوبيرون؛ بينما في السلسلة الثانية، التي تركز على ميرلين ابن كوروين، فإن كوروين نفسه هو المفقود.

## روابط خارجية
- روجر زيلاسني على موقع IMDb (الإنجليزية)
- روجر زيلاسني على موقع ميوزك برينز (الإنجليزية)
- روجر زيلاسني على موقع إن إن دي بي (الإنجليزية)
- روجر زيلاسني على موقع ديسكوغز (الإنجليزية)
- روجر زيلاسني على موقع قاعدة بيانات الفيلم (الإنجليزية)